# Galápagosaalscholver
De galápagosaalscholver (Nannopterum harrisi) is een vogel uit de familie Phalacrocoracidae. Deze soort werd als Phalacrocorax harrisi in 1898 gepubliceerd door Walter Rothschild. Het is een door habitatverlies kwetsbaar geworden vogelsoort die alleen voorkomt op de westelijke Galapagoseilanden.

## Kenmerken

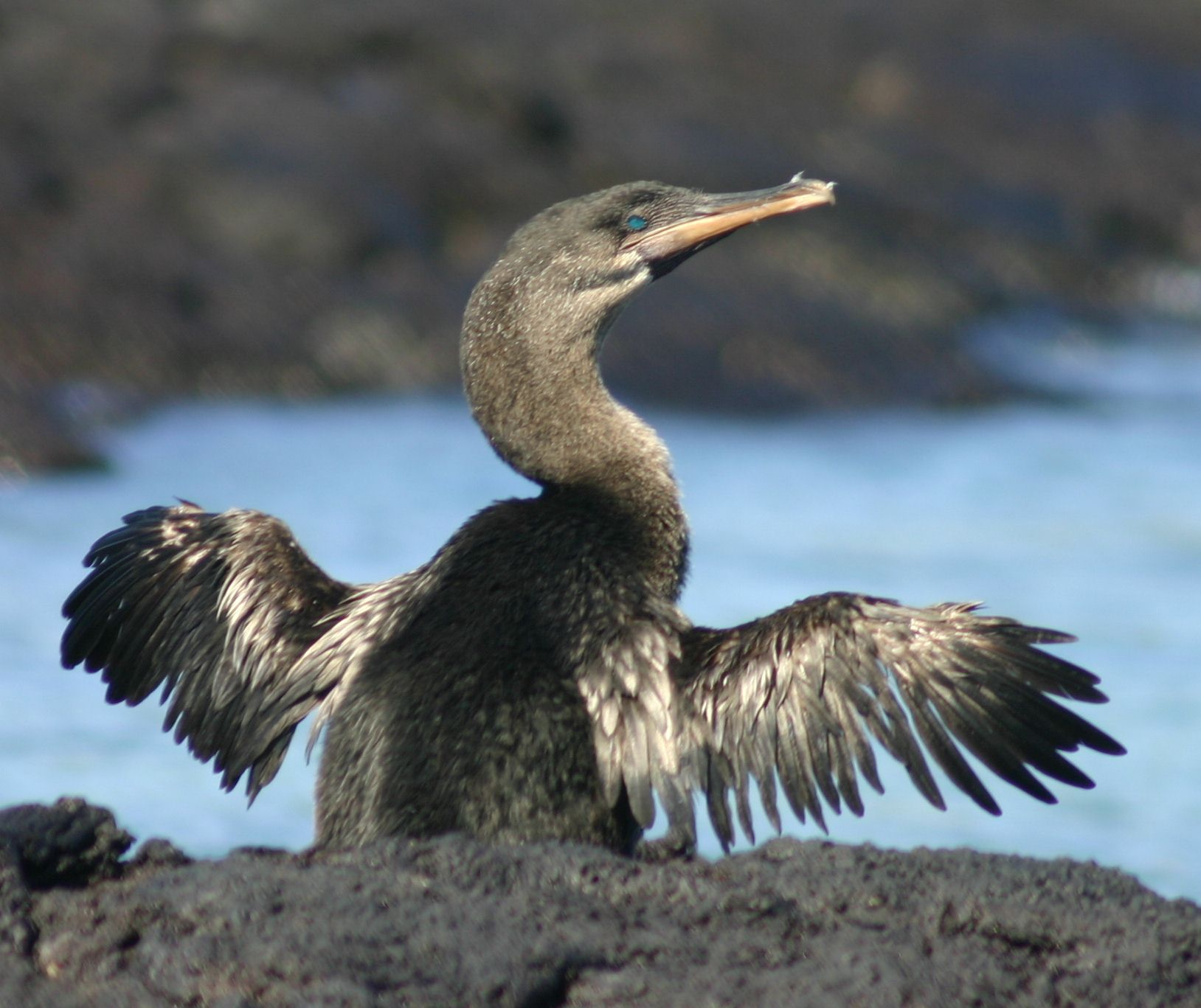
Galápagosaalscholver die zijn onderontwikkelde vleugels droogt

Met een lichaamslengte van 89 tot 100 cm en een gewicht 2,5 tot 4 kg is deze soort de grootste van alle aalscholvers. Deze zeevogel heeft onderontwikkelde vleugels en heeft het vermogen om te vliegen verloren, wegens het ontbreken van landroofdieren. Van boven is de vogel bijna volledig zwart, de borst en buik zijn meer bruinachtig. De ogen zijn turquoisekleurig blauw. Deze aalscholver heeft een lange, hoekige snavel. Het waterdichte verenkleed houdt lucht vast, dat voorkomt dat de vogel doorweekt raakt. De staartveren zijn kort.

## Verspreiding, leefwijze en leefgebieden
Deze soort komt enkel voor aan de zeekusten van twee van de Galapagoseilanden: Isabela en Fernandina. Deze aalscholver is daar standvogel. De vogel nestelt op lastig toegankelijke plaatsen, nooit meer dan 100 meter van zee in kleine kolonies van enkele tot hooguit twaalf paren. Ze nestelen in de koudste periode van het jaar (juli - oktober) en in de buurt van de koudste zeestromingen die dan het meest visrijk zijn. Zijn voedsel bestaat uit palingen, octopussen en kleine vissen, die met de krachtige snavel van de zeebodem worden opgejaagd en gegrepen. Beide ouders broeden. Als de jongen na twee maanden bijna onafhankelijk zijn, en de voedselomstandigheden zijn gunstig, laat het vrouwtje verdere broedzorg over aan het mannetje, en gaat op zoek naar een nieuwe partner. De vrouwtjes volbrengen op deze manier meerdere broedsels per seizoen, met verschillende mannetjes (polyandrie).

## Status
De galápagosaalscholver heeft een beperkt verspreidingsgebied en kan zich niet vliegend verplaatsen, daardoor is de kans op uitsterven aanwezig. De grootte van de populatie is onderhevig aan sterke fluctuaties die samenhangen met de El Niño–Zuidelijke Oscillatie (El Niño Southern Oscillation, ENSO). In 1983 daalde het aantal naar 400 individuen door zo'n fluctuatie waarbij het koude, visrijke water ontbrak. Daarna treedt meestal geleidelijk herstel op. Volgens schattingen uit 2013 zijn er meer dan 2000 en schrijft BirdLife International in 2018 dat de aantallen stabiel zijn. Er zijn echter een groot aantal potentiële bedreigingen zoals de aanwezigheid van verwilderde exotische roofdieren (katten, honden), toerisme, vulkanische uitbarstingen, illegale overbevissing in het zeegebied en mogelijk langdurige wijzigingen in El Niño-verschijnselen door klimaatverandering. Om deze redenen staat deze soort als kwetsbaar op de Rode Lijst van de IUCN.